# Leptataspis leoninella
Leptataspis leoninella är en insektsart som beskrevs av Schmidt 1911. Leptataspis leoninella ingår i släktet Leptataspis och familjen spottstritar. Inga underarter finns listade i Catalogue of Life.